# Tmesorrhina viridicincta
Tmesorrhina viridicincta är en skalbaggsart som beskrevs av Moser 1913. Tmesorrhina viridicincta ingår i släktet Tmesorrhina och familjen Cetoniidae. Utöver nominatformen finns också underarten T. v. fuscosuturalis.

## Bildgalleri

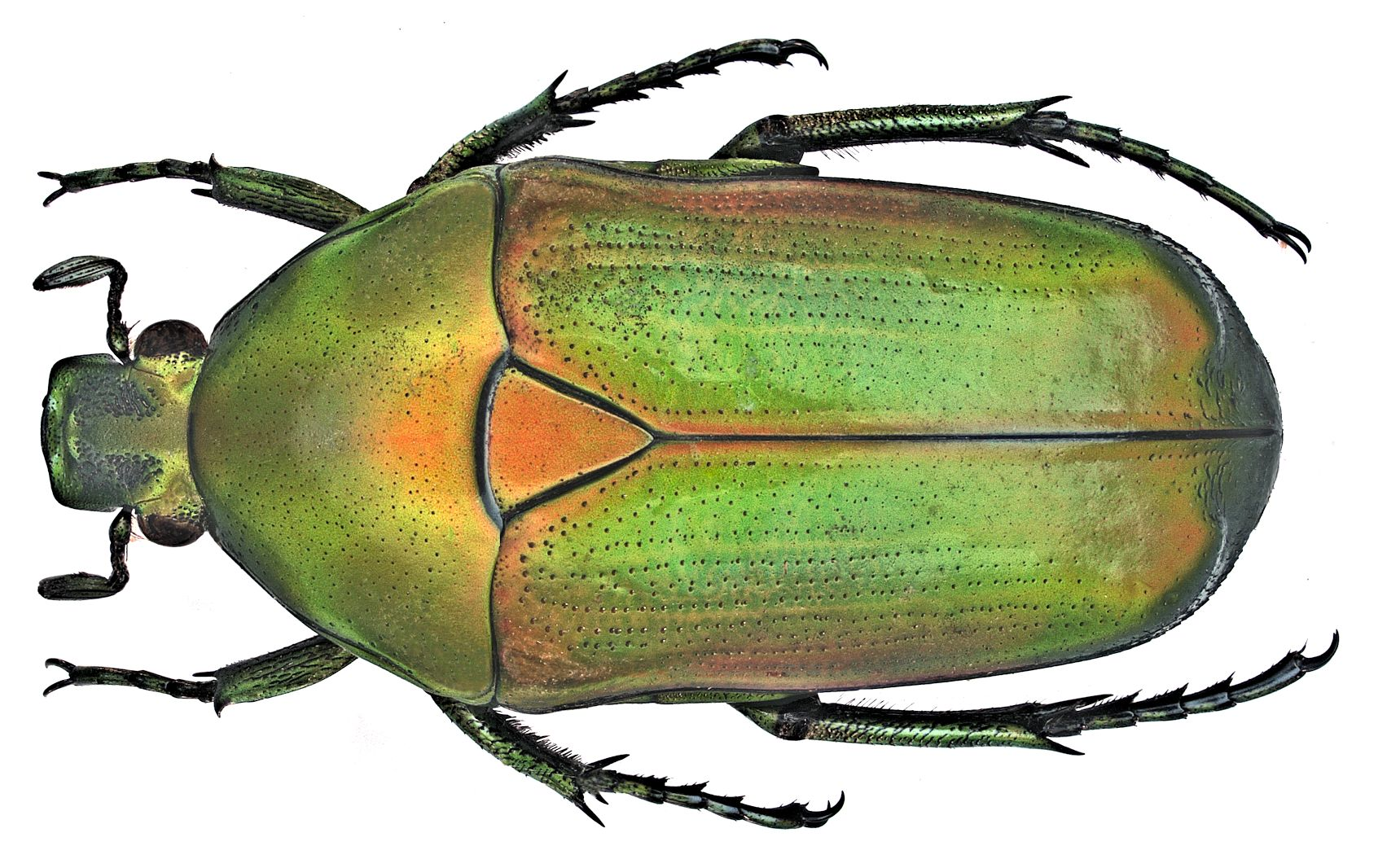